# Hrabstwo Citrus
Hrabstwo Citrus (ang. Citrus County) – hrabstwo w stanie Floryda w Stanach Zjednoczonych. Obszar całkowity hrabstwa obejmuje powierzchnię 773,15 mil² (2002,45 km²). Według szacunków United States Census Bureau w roku 2009 miało 140 357 mieszkańców.
Hrabstwo powstało w 1887 roku. Na jego terenie znajdują się obszary niemunicypalne: Beverly Hills, Citrus Hills, Citrus Springs, Floral City, Hernando, Holder, Homosassa, Homosassa Springs, Lecanto, Pine Ridge.
| Populacja hrabstwa w poprzednich latach | Populacja hrabstwa w poprzednich latach |
| Rok                                     | Liczba ludności                         |
| --------------------------------------- | --------------------------------------- |
| 1980                                    | 53 146                                  |
| 1990                                    | 93 515                                  |
| 2000                                    | 118 085                                 |
| 2005                                    | 134 370                                 |

## Miejscowości
- Crystal River
- Inverness

## CDP
- Beverly Hills
- Black Diamond
- Citrus Springs
- Citrus Hills
- Floral City
- Hernando
- Homosassa
- Homosassa Springs
- Inverness Highlands North
- Inverness Highlands South
- Lecanto
- Pine Ridge
- Sugarmill Woods